# Метеорологічний проїзд (Житомир)
Метеорологічний проїзд — провулок в Богунському районі міста Житомира.     

## Характеристики
Розташований у північно-західній частині міста, в історичній місцевості Рудня.             
Бере початок з Метеорологічного провулка. Прямує на південний захід. Завершується у 1-му Ливарному провулку.             

Забудова провулка — садибна житлова.     

## Історія
У ХІХ ст. та на початку ХХ ст. за місцем розташування провулка на мапах показані угіддя.. З 1930-х рр. у місцевості розкинулися сільськогосподарські угіддя колективного господарства (артілі) ім. XVIII з'їзду КПРС.        
Забудова правого боку проїзду (садиб з парними номерами) показана на планах, виконаних напередодні та під час Другої світової війни.          
Проїзд сформувався та забудувався до кінця 1950-х років.          
У 1958 році проїзду надано назву. Назва проїзду є похідною від назви провулка, з якого проїзд бере початок — Метеорологічного.         